# Rattle the Boards
Rattle The Boards is de naam van een groep van traditionele Ierse muziek spelende muzikanten. Het is ook de naam van de cd die zij in 1999 uitgebracht hebben. De groep bestaat uit Benny McCarthy de bekende diatonische accordeonspeler uit de niet minder bekende folkband Danu, daarnaast Pat Ryan uit County Tipperary die banjo en viool speelt, John Nugent uit Newcastle, Ierland als gitarist en als gastzangeres Martha Beardmore eveneens uit Newcastle afkomstig, zij zingt de songs Loving Hannah en Talk to Me. 
De bandleden hebben elkaar gevonden in pub-sessies waar zij — en ook op deze cd — voornamelijk oude Ierse melodieën spelen.
In 2003 produceerde het drietal een dvd en cd met de komiek Des Dillon genaamd Teac a Bloc.
In 2008 hebben zij een nieuwe cd uitgebracht onder de naam The Parish Platform. Bij de groep is nu ook zanger John T. Egan aanwezig.